# Jean-Pierre Muller (schermidore)
Jean-Pierre Muller (Colmar, 29 agosto 1924 – Colmar, 1º luglio 2008) è stato uno schermidore francese, vincitore di una medaglia d'argento ed una di bronzo ai campionati mondiali di scherma.